# 尿療法

人尿样品

尿療法是通过饮用尿液來达到治療疾病的目的，同时亦有采用尿液清洗皮肤、清洗毛发的做法。明代李时珍所著《本草纲目》中记载“人尿，气味咸、寒、无毒，主治温热头痛，童男者尤良。”
由于尿疗法未被现代医学界证实并不为主流科学界所接受，所以对该疗法的评价两极分化。尿疗者表示该疗法确有祛病保健之类的功效，推廣者提出包括尿素理論、抗體理論、激素理論、喉傳感器理論，而一些医学专家却表示该疗法毫无科学根据，可以算是一种心理安慰，而尿液是血液經過腎臟過濾後排出之液體，是人體排出廢物，長期飲下「廢物」，不但不會令人更健康，更會導致細菌感染，有可能致病，甚至中毒，部分對尿液有敏感反應的人更可能會引致出疹。

## 《本草纲目》的记载
尿，從尸從水，會意也。方家謂之輪回酒、還元湯，隱語也。氣味鹹，寒，無毒。主治寒熱頭痛，溫氣。童男者尤良（《別錄》）。主久嗽上氣失聲，及症積滿腹（蘇恭）。明目益聲，潤肌膚，利大腸，推陳致新，去咳嗽肺痿，鬼氣 病。停久者，服之佳。恐冷，則和熱湯服（藏器）。止勞渴，潤心肺，療血悶熱狂，撲損，瘀血在內運絕，止吐血鼻衄，皮膚皴裂，難產，胎衣不下，蛇犬咬（大明）。滋陰降火甚速（震亨）。殺蟲解毒，療瘧中（時珍）。

## 在医学中
尿液中含有酵素尿激酶（Urokinase）及造血荷尔蒙的红血球生成激素，有溶解血栓的效果。

## 相关书籍
- ：1990年由日本醫師中尾良一出版，中尾良一表示用尿來治病的歷史，在印度有5000年，歐洲有4000年，此書在全世界引起尿療法的話題，尿療法漸為一般人所熟悉。

- 《朱丹溪祖傳尿療法：喝自己的尿治自己的病》：在中國，朱熹23代孫朱錦富遵守祖傳「回龍湯」秘方飲尿數十年，並撰有此書。

## 相关报道
中国中央电视台的《走近科学》节目曾报道过“喝尿村”，节目指出西安市灞桥区雾庄北村的很多老人因坚持喝尿而治好了很多顽疾的事，并表示这种疗法虽然目前还没有被主流医学界认可，但也不要急于否定。
中国经济网转载其他媒体称，尿液是人体排泄的废物，会对人体产生毒害，尿疗法涉嫌虚假宣传。

## 採用尿疗法的名人

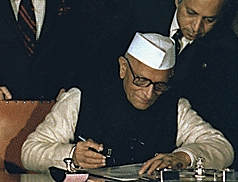
印度第四任總理莫拉尔吉·德赛是尿療法的奉行者。

- 早在1978年，時任印度总理的莫拉尔吉·德赛接受美國時事節目《60分鐘》節目主持丹·拉瑟的訪問，公開自己長久以來都奉行尿療法；他還認為對於印度過百萬難以負擔醫療服務的民眾，尿療法為他們提供完美的醫療解決方案[8]。
- 20世纪90年代，香港著名節目主持人葉特生在癌病康復之後，亦公開表示自己透過尿療法而康復，並大力推廣尿療法。
- 香港藝人陳啟泰曾被傳媒揭發飲尿治脫髮。
- 玻利维亚总统胡安·埃沃·莫拉莱斯·艾玛在2014年7月2日表示，曾经有过饮用自己的尿液用以保养身体的习惯。同时发表言论「对抗咳嗽，没有什么比一碗尿液更有效」。[9]

## 评价

### 负面评价
一些医学专家表示尿疗法是无稽之谈。有人说：“尿液是人体的排泄物，属于代谢的废物。如果将这些废物喝下，会被人体再次吸收，脾、肾功能的不好的人，可能会引发一系列问题。而且，现代医学属于循证医学，是遵循证据的医学，喝尿治病则无法实现临床验证，是没有任何科学根据的。”还有人说：“尿液中主要成分是水，身体健康的人喝下自己的尿，一般不会对身体产生太大副作用，但是如果身体有严重疾病，服用药物过后，毒素可能通过尿液排出来，这种尿液就很可能对人体造成危害。虽然目前没有研究结果，但这些本已排出体外的代谢废物重新被吸收，对人体健康肯定没有益处。也有专家认为，那些自称喝尿治好病的，不排除存在心理暗示作用的可能。”
在民间，反对者的数量大大多于支持者。比如在中国大陆某网站以“对于尿疗，你怎么看”为名的调查显示，超过80%的人表示尿疗治病不靠谱，只有6.5%的人认为确实能治病。